# Charles Bertram
Charles Bertram (Londra, 1723 – 8 gennaio 1765) è stato uno scrittore inglese.
Scrisse il De situ Britanniae, un falso spacciato per un resoconto geografico e storiografico di origine romana tramandato da un manoscritto di Riccardo di Cirencester che egli stesso avrebbe ritrovato. Come autore ebbe in vita scarsa notorietà, dal momento che la scoperta della falsificazione è successiva alla sua morte di oltre un secolo.